# Mangorewa (rivière)

La rivière Mangorewa  (en anglais : Mangorewa River) est un cours d’eau de la région de la  Bay of Plenty dans l’Île du Nord de la Nouvelle-Zélande. 

## Géographie
Elle s’écoule vers le nord-est à partir de sa source sur le plateau de Mamaku (en) au nord-ouest du  lac Rotorua, atteignant le fleuve Kaituna tout près de la ville de Paengaroa.

(en) Land Information New Zealand, « détail emplacement: Mangorewa (rivière) », sur New Zealand Gazetteer